# برينتون جونز
برينتون جونز (بالإنجليزية: Brenton Jones)‏ هو دراج أسترالي، ولد في 12 ديسمبر 1991 في Jindivick ‏ في أستراليا.

## وصلات خارجية
- برينتون جونز على موقع الاتحاد الدولي للدراجات (الإنجليزية)
- برينتون جونز على موقع أرشيف الدراجات (الإنجليزية)
- برينتون جونز على موقع إحصائيات الدراجات الإحترافية (الإنجليزية)
- برينتون جونز على موقع نسبة الدراجات (الإنجليزية)